# Conduit thoracique droit
Le conduit thoracique droit (ou canal lymphatique droit ou grande veine lymphatique) est un vaisseau lymphatique important qui draine le quadrant supérieur droit du corps.

## Structure
Le conduit thoracique droit chemine le long du bord médial du muscle scalène antérieur à la racine du cou. Il mesure de quelques millimètres à 1 cm.
Il débouche sous diverses combinaisons dans la veine sous-clavière droite et la veine jugulaire interne droite.

### Variantes
Un canal lymphatique droit qui pénètre directement dans la jonction des veines jugulaire interne et sous-clavière est rare.

## Zone de drainage

Schéma montrant les parties du corps qui se drainent dans le conduit thoracique droit en vert foncé.

Le conduit thoracique droit draine le liquide lymphatique de :
- la partie supérieure droite du tronc et la cavité thoracique droite, via le tronc lymphatique broncho-médiastinal droit ;
- le bras droit, via le tronc subclavier droit ;
- le côté droit de la tête et du cou, via le tronc jugulaire droit.

Chez certains individus, il draine également le lobe inférieur du poumon gauche.
Toutes les autres parties du corps humain sont drainées par le canal thoracique,.

## Aspect clinique
Avec le canal thoracique, le canal lymphatique droit est l'une des structures lymphatiques les plus susceptibles d'être rompues dans le thorax. Cela peut provoquer un chylothorax.

## Historique
La découverte de cette structure a été attribuée à Nicolas Sténon.

## Galerie

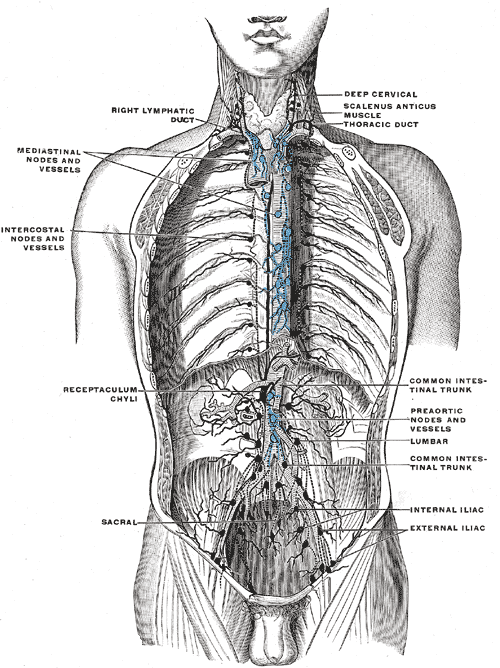
Ganglions lymphatiques profonds et vaisseaux du thorax et de l'abdomen (schéma).